# Pasta Zara-Cogeas/Saison 2013
Dieser Artikel listet den Kader und die Erfolge des Radsportteams Pasta Zara-Cogeas in der Straßenradsportsaison 2013 auf.

## Team
| Fahrerin           | Geburtstag | Nationalität       |
| ------------------ | ---------- | ------------------ |
| Giada Borgato      | 15.06.1989 | Italien            |
| Rossella Callovi   | 05.04.1991 | Italien            |
| Inga Čilvinaitė    | 14.02.1986 | Litauen            |
| Evelyn García      | 29.12.1982 | El Salvador        |
| Edita Janeliūnaitė | 16.12.1988 | Litauen            |
| Amber Neben        | 18.02.1975 | Vereinigte Staaten |
| Amber Pierce       | 25.03.1981 | Vereinigte Staaten |
| Agnė Šilinytė      | 12.04.1991 | Litauen            |

## Erfolge
- 1. Etappe Vuelta Internacional Femenina a Costa Rica:  Evelyn García
- 3. Etappe Vuelta Internacional Femenina a Costa Rica:  Edita Janeliunaite
- 2. Etappe Vuelta Internacional Femenina a Costa Rica:  Inga Čilvinaitė
- 4. Etappe Vuelta Internacional Femenina a Costa Rica:  Inga Čilvinaitė
- Gesamtwertung Vuelta Internacional Femenina a Costa Rica:  Inga Čilvinaitė
- Litauische Straßenmeisterschaft:  Agne Silinyte